# Liste de films soviétiques sortis en 1955
Cet article présente une liste de films produits en Union soviétique en 1955.

## 1955
Les titres en français sont en grande majorité des traductions et non les titres attribués par les distributeurs dans les pays francophones.
Pour le classement annuel, la liste des titres a été établie en se basant sur les répertoires des pages Wikipédia en russe documentées par Longs métrages soviétiques. Catalogue annoté complétées par les listes des sites «kino-teatr» et «kinopoisk» d'où le nombre important de films que l'on trouve dans les références.
Pour les titres où l'on manque de précisions, seule l'année est indiquée : année de réalisation, année de sortie ou les deux ?. Bien que cela puisse paraître superflu, 1955 est inscrit pour chacun de ces titres pour montrer que la vérification a été faite.
On remarque que, la plupart du temps, il n'y a pas de première pour les courts métrages ainsi que pour les dessins animés et les documentaires de courte durée.
| Titre                                                 | Titre original                             | Date de sortie                                            | Réalisateur |
| ----------------------------------------------------- | ------------------------------------------ | --------------------------------------------------------- | --- |
| L'Affaire (film, 1955)                                | ru:Дело (фильм, 1955)                      | 31 octobre 1955                                           | Guennadi Kazanski et Vladimir Aleksandrovitch Tchebotariov (ru)                                                         |
| Airs moldaves                                         | ru: Молдавские напевы                      | 12 septembre 1955                                         | Alekseï Vladimirovitch Zolotnitski                                                                                      |
| A la recherche du destinataire                        | ru:В поисках адресата                      | 16 décembre 1955                                          | Amassi Petrovitch Martirossian (ru) et Iouri Aramaïssovitch Erzinkian (ru)                                              |
| Andriech                                              | ru:Андриеш (фильм)                         | 30 mai 1955                                               | Iakov Lvovitch Bazelian (ru) et Sergueï Paradjanov                                                                      |
| Aventures avec la veste de Tarapounka                 | ru:Приключения с пиджаком Тарапуньки       | 1er aout 1955                                             | Viktor Mikhaïlovitch Ivanov (ru)                                                                                        |
| Bagatelle (film, 1954)                                | ru:Мелочь (фильм, 1954)                    | 8 mai 1955                                                | Grigori Gueorguievitch Melik-Avakian (ru)                                                                               |
| Le Bonheur d'Andrus                                   | ru:Счастье Андруса                         | 10 octobre 1955                                           | Herbert Rappaport |
| Bonjour (film, 1955)                                  | ru:Доброе утро (фильм, 1955)               | 26 mai 1955                                               | Andreï Vladimirovitch Frolov (ru)                                                                                       |
| Boris Godounov (film d'opéra, 1954)                   | ru:Борис Годунов (фильм-опера, 1954)       | 13 octobre 1955                                           | Vera Stroeva |
| Brindille de noyer                                    | ru:Ореховый прутик                         | 22 mars 1955                                              | Ivan Semionovitch Aksentchouk (ru)                                                                                      |
| Capitaine Stepa                                       | ru:Степа-капитан                           | 1955                                                      | Aleksandr Fomitch Kozyr                                                                                                 |
| Le Cas du caporal Kotchetkov                          | ru:Случай с ефрейтором Кочетковым          | 20 septembre 1955                                         | Aleksandr Efimovitch Razoumny                                                                                           |
| C'était à Chougla                                     | ru:Это было в Шугле                        | 1955                                                      | Majit Sapargalievitch Begaline (ru)                                                                                     |
| Champion du monde (film, 1954)                        | ru:Чемпион мира (фильм, 1954)              | 16 février 1955                                           | Vladimir Ivanovitch Gontchoukov (ru)                                                                                    |
| Chasseur de sous-marin                                | ru:Морской охотник (фильм)                 | 24 mars 1955                                              | Vladimir Viktorovitch Nemoliaïev (ru)                                                                                   |
| Le Chien et le chat                                   | ru:Пёс и кот (мультфильм, 1955)            | 23 mars 1955                                              | Lev Atamanov |
| La Cigale (film, 1955)                                | ru:Попрыгунья (фильм)                      | 10 juin 1955                                              | Samson Samsonov |
| Concert des maîtres d'art d'Arménie                   | ru:Концерт мастеров искусства Армении      | mars 1955                                                 | Levon Guevorkovitch Issaakian (ru) et Grigori Alekseïevitch Sarkissov                                                   |
| Le Conte de l'agronome                                | ru:Повесть об агрономе                     | 1955                                                      | Nikolaï Nikolaïevitch Figourovski (ru)                                                                                  |
| Le Coq et le peigne d'or                              | ru:Петушок — золотой гребешок (мультфильм) | 1er mai 1955                                              | Piotr Nikolaïevitch Nossov (ru) et Dmitri Stepanovitch Anpilov                                                          |
| Le Crayon sûr de lui                                  | ru:Самоуверенный карандаш                  | octobre 1955                                              | Vladimir Soukhobokov |
| Dans un endroit très fréquenté                        | ru:На бойком месте (фильм, 1955)           | 16 septembre 1955                                         | Alekseï Nikolaïevitch Sakharov (ru), Elena Anatolievna Skatchko et Olga Artourovna Viklandt (ru)                        |
| Des espoirs déçus                                     | ru:Обманутые надежды (фильм, 1955)         | 1955                                                      | Paul Petrov-Bytov |
| Des étoiles sur les ailes                             | ru:Звёзды на крыльях                       | 19 juillet 1955                                           | Issaak Petrovitch Chmarouk (ru)                                                                                         |
| Deux amis                                             | ru:Два друга                               | 29 mars 1955                                              | Viktor Eisymont |
| Dompteuse de tigres                                   | ru:Укротительница тигров                   | 11 mars 1955                                              | Aleksandr Ivanovsky et Nadejda Kocheverova                                                                              |
| L'Effondrement de l'émirat                            | ru:Крушение эмирата                        | 20 juin 1955                                              | Vladimir Bassov et Latif Abidovitch Faïziev (ru)                                                                        |
| Empreintes dans la neige                              | ru:Следы на снегу (фильм, 1955)            | 24 octobre 1955                                           | Adolf Solomonovitch Bergounker (ru)                                                                                     |
| Les Fantômes quittent les sommets                     | ru:Призраки покидают вершины               | 29 juillet 1955                                           | Erazm Aleksandrovitch Karamian (ru) et Stepan Agabekovitch Kevorkov (ru)                                                |
| Fille des steppes (film)                              | ru:Дочь степей (фильм)                     | 1er avril 1955                                            | Chaken Kenjetaïevitch Aïmanov (ru) et Karl Alfredovitch Gakkel (ru)                                                     |
| Le Fils du berger                                     | ru:Сын пастуха (фильм)                     | 2 aout 1955                                               | Rafaïl Iakovlevitch Perelchteïn (ru)                                                                                    |
| "La Flèche" a atterri dans le pays des contes de fées | ru:Стрела улетает в сказку                 | 1er février 1955                                          | Leonid Alekseïevitch Amalrik (ru)                                                                                       |
| Fumée dans la forêt                                   | ru:Дым в лесу                              | 30 décembre 1955                                          | Iouri Tchoulioukine et Ievgueni Iefimovitch Karelov (ru)                                                                |
| Gelées de printemps (film, 1955)                      | ru:Весенние заморозки                      | 14 décembre 1955                                          | Pāvels Armands et Leonid Ianovitch Leïmanis (ru)                                                                        |
| Histoire inachevée                                    | ru:Неоконченная повесть                    | 17 octobre 1955                                           | Fridrikh Ermler |
| L'Histoire du géant de la forêt                       | ru:Повесть о лесном великане               | 20 juin 1955                                              | Alexandre Zgouridi |
| Hommes en guerre                                      | ru:Герои Шипки                             | 22 février 1955                                           | Sergueï Vassiliev |
| L'Île aux insectes                                    | ru:Остров ошибок                           | 1955                                                      | Valentina Semionovna Broumberg (ru) et Zinaïda Semionovna Broumberg (ru)                                                |
| Île de Sakhaline (film)                               | ru:Остров Сахалин (фильм)                  | entre le 25 avril et le 10 mai 1955 au Festival de Cannes | Eldar Riazanov et Vassili Vassilievitch Katanian (ru)                                                                   |
| Ils connaissaient Maïakovski                          | ru:Они знали Маяковского (фильм, 1955)     | aout 1955                                                 | Nikolaï Vassilievitch Petrov (ru) et Iekaterina Ivanovna Vermicheva (ru)                                                |
| Ils sont descendus des montagnes                      | ru:Они спустились с гор                    | 23 juin 1955                                              | Nikolaï Konstantinovitch Sanichvili (ru)                                                                                |
| Je ne me souviens de rien de taches de naissance (ru) | ru:Я ничего не помню                       | 26 juin 1955                                              | Sergueï Dmitrievitch Kazakov                                                                                            |
| Jeune fille djiguite                                  | ru:Девушка-джигит                          | 27 juin 1955                                              | Pavel Pavlovitch Bogolioubov                                                                                            |
| Jeunes anxieux                                        | ru:Тревожная молодость                     | 29 avril 1955                                             | Alexandre Alov et Vladimir Naoumov                                                                                      |
| Khatchatour Abovian (film)                            | ru:Хачатур Абовян (фильм)                  | 1955                                                      | Olga Gareguinovna Melik-Vrtanessian                                                                                     |
| Le Lapin courageux                                    | ru:Храбрый заяц                            | aout 1955                                                 | Ivan Ivanov-Vano |
| Leçon de vie (film, 1955)                             | ru:Урок жизни                              | 26 septembre 1955                                         | Youli Raizman |
| Liana (film, 1955)                                    | ru:Ляна                                    | 2 aout 1955                                               | Boris Barnet |
| Lymerivna                                             | ru:Лымеривна                               | 6 aout 1955                                               | Vassili Ignatievitch Lapoknych (ru)                                                                                     |
| La Mer est froide                                     | ru:Море студёное                           | 7 mars 1955                                               | Iouri Iegorov |
| Mikhaïlo Lomonossov (film, 1955)                      | ru:Михайло Ломоносов (фильм, 1955)         | 5 mai 1955                                                | Aleksandr Gavrilovitch Ivanov (ru)                                                                                      |
| Moulin à merveille                                    | ru:Чудо-мельница                           | 28 avril 1955 à la télévision                             | Olga Khodataïeva |
| Nadejda (film, 1954)                                  | ru:Надежда (фильм, 1954)                   | 19 ou 20 avril 1955                                       | Sergueï Guerassimov |
| Nazar Stodolia                                        | ru:Назар Стодоля (фильм, 1954)             | 5 mai 1955                                                | Viktor Illarionovitch Ivtchenko (ru)                                                                                    |
| Nesterka                                              | ru:Нестерка                                | 5 septembre 1955                                          | Alexandre Zarkhi |
| Nouveau vélo (film, 1955)                             | ru:Новый велосипед (фильм, 1955)           | 1955                                                      | Anatoli Tchelakov |
| La Nuit des rois (film, 1955)                         | ru:Двенадцатая ночь (фильм, 1955)          | 21 novembre 1955                                          | Yan Frid |
| L'Ombre sur le quai                                   | ru:Тень у пирса                            | 12 décembre 1955                                          | Mikhaïl Borissovitch Viniarski (ru)                                                                                     |
| Pendre la crémaillère                                 | ru:Новоселье (фильм, 1954)                 | 10 octobre 1955                                           | Amo Bek-Nazarov |
| Le Petit Oiseau bleu                                  | ru:Синяя птичка                            | 28 mars 1955                                              | Erast Garine et Khessia Aleksandrovna Lokchina (ru) (son épouse)                                                        |
| La Pipe magique (film, 1955)                          | ru:Волшебная свирель (1955)                | 18 septembre 1955 à Moscou                                | Sergueï Filippovitch Tchelidze                                                                                          |
| La Pipe et l'ours                                     | ru:Трубка и медведь                        | 24 mars 1955                                              | Aleksandr Vassilievitch Ivanov (ru)                                                                                     |
| Poème pédagogique                                     | ru:Педагогическая поэма (фильм)            | 26 décembre 1955                                          | Metchislava Edislavovna Maïevskaia et Alekseï Semenovitch Maslioukov                                                    |
| Pommes d'or                                           | ru:Золотые яблоки                          | 4 janvier 1955                                            | Fiodor Ivanovitch Filippov (ru)                                                                                         |
| La Princesse Mary                                     | ru:Княжна Мери (фильм, 1955)               | 15 aout 1955                                              | Isidore Annenski |
| Quand vient le soir                                   | ru:Когда наступает вечер                   | 18 décembre 1955                                          | Aleksandr Mandrykine |
| Quatre pièces                                         | ru:Четыре монеты                           | 1955                                                      | Grigori Zakharovitch Lomidze (ru)                                                                                       |
| Qui rira le dernier ?                                 | ru:Кто смеётся последним?                  | 31 janvier 1955                                           | Vladimir Vladimirovitch Korch-Sabline (ru)                                                                              |
| Révisors malgré eux                                   | ru:Ревизоры поневоле                       | 27 juin 1955                                              | Ioulia Solntseva |
| Roméo et Juliette (ballet filmé)                      | ru:Ромео и Джульетта (фильм-балет, 1954)   | 25 mars 1955                                              | Leo Arnchtam et Leonid Lavrovski                                                                                        |
| La Route (film, 1955)                                 | ru:Дорога (фильм, 1955)                    | 3 octobre 1955                                            | Aleksandr Stolper |
| Saltanat (film, 1955)                                 | ru: Салтанат (фильм, 1955)                 | 21 décembre 1955                                          | Vassili Markelovitch Pronine                                                                                            |
| Secret de beauté                                      | ru:Секрет красоты                          | 18 juillet 1955                                           | Vassili Sergueïevitch Ordynski (ru)                                                                                     |
| Sentiers dangereux                                    | ru:Опасные тропы                           | 3 février 1955                                            | Aleksandr Alekseïevitch Alekseïev (ru) et Evgueni Alekseïevitch Alekseïev                                               |
| La signature est illisible                            | ru:Подпись неразборчива                    | 1er février 1955                                          | Aleksandr Vassilievitch Ivanov et Lev Vladimirovitch Pozdneïev (ru)                                                     |
| Les Sœurs Rakhmanov                                   | ru:Сёстры Рахмановы                        | 15 janvier 1955                                           | Kamil Yarmatov |
| Soldat Ivan Brovkine                                  | ru:Солдат Иван Бровкин                     | 9 septembre 1955                                          | Ivan Vladimirovitch Loukinski (ru)                                                                                      |
| Stiopa le marin                                       | ru:Стёпа-моряк                             | 23 mars 1955 ou 6 janvier 1956                            | Valentina Semionovna Broumberg (ru) et Zinaïda Semionovna Broumberg (ru)                                                |
| Taches de naissance (film almanach)                   | ru:Родимые пятна (киноальманах)            | 26 juin 1955                                              | Ioulia Solntseva, Sergueï Dmitrievitch Kazakov, Vsevolod Sergueïevitch Chtcherbakov (ru) et Boris Pavlovitch Stepantsev |
| Le Taon (film)                                        | ru:Овод (фильм, 1955)                      | 12 avril 1955                                             | Alexandre Feinzimmer |
| Le Taureau d'or                                       | ru:Золотой бычок                           | 3 novembre 1955 à Erevan                                  | Nikita Gueorguievitch Akopian                                                                                           |
| Un match extraordinaire                               | ru:Необыкновенный матч                     | 1er mai 1955                                              | Mstislav Sergueïevitch Pachtchenko (ru) et Boris Petrovitch Diojkine (ru)                                               |
| La Vallée verte                                       | ru:Зелёный дол                             | 30 mai 1955                                               | Tamara Arkadievna Rodionova                                                                                             |
| Vassek Troubatchev et ses camarades                   | ru:Васёк Трубачёв и его товарищи (фильм)   | 30 décembre 1955                                          | Ilia Frez |
| Vers un nouveau rivage                                | ru:К новому берегу                         | 4 novembre 1955                                           | Leonid Loukov |
| Le Vilain petit canard (dessin animé)                 | ru:Гадкий утёнок (мультфильм, 1956)        | 5 aout 1955                                               | Vladimir Dmitrievitch Degtiariov (ru)                                                                                   |
| Voix de printemps ou Jeunesse heureuse                | ru:Весенние голоса ou ru:Счастливая юность | 2 décembre 1955                                           | Sergueï Nikolaïevitch Gourov (ru) et Eldar Riazanov                                                                     |
| Voyageurs de la forêt                                 | ru:Лесные путешественники                  | 7 décembre 1955 à la télévision                           | Mstislav Sergueïevitch Pachenko (ru)                                                                                    |